# Высший совет по научным исследованиям

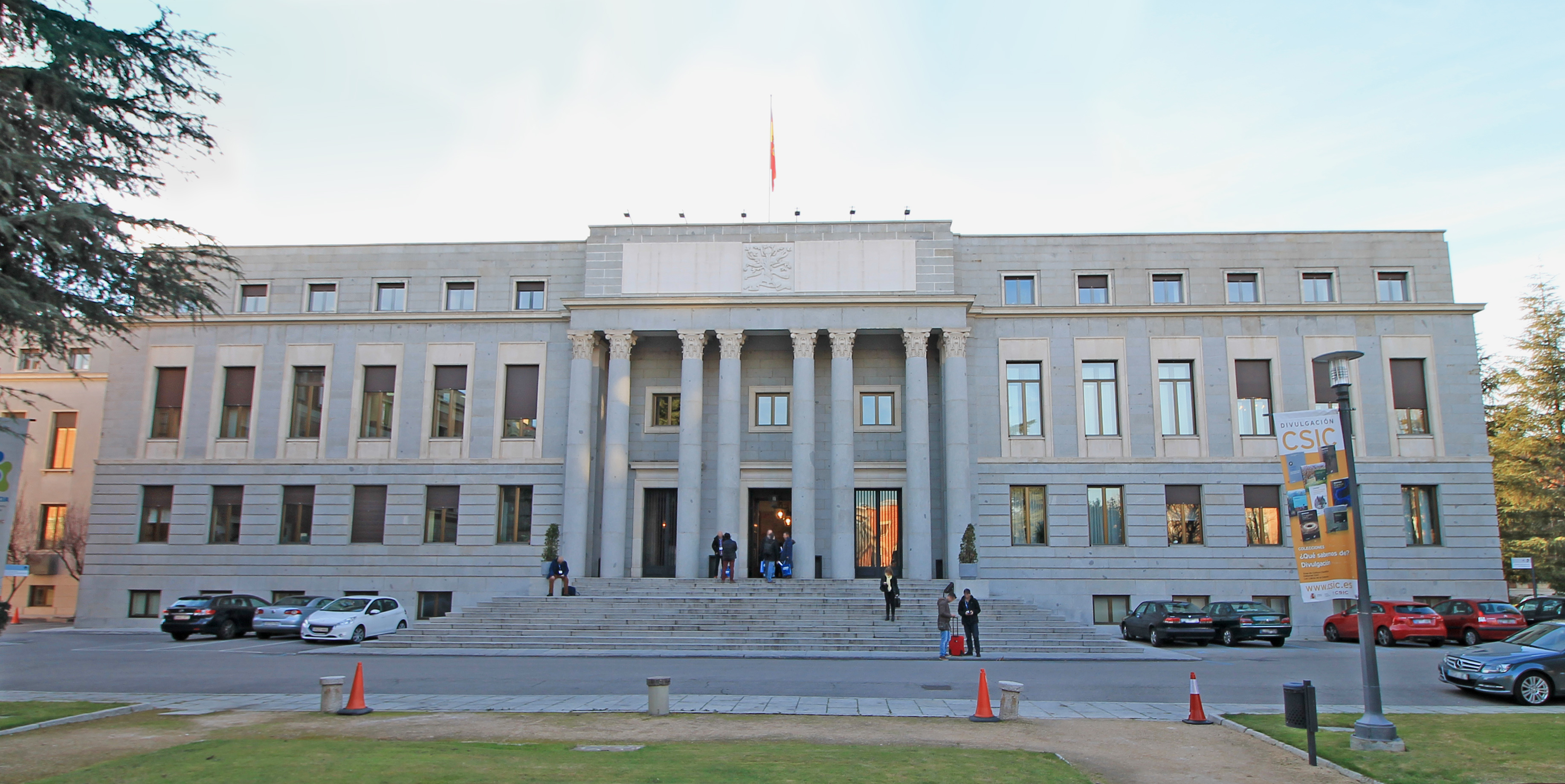
Здание Высшего совета по научным исследованиям в Мадриде

Высший совет по научным исследованиям Испании (исп. Consejo Superior de Investigaciones Científicas, CSIC) — испанское научно-исследовательское учреждение, объединяющее государственные организации Испании, специализирующиеся в области прикладных и фундаментальных исследований, и координирующее их деятельность на национальном уровне с международными организациями в научной сфере.
Совет находится в ведении министерства науки, инноваций и университетов. По данным классификации SIR World Report за 2024 год, является крупнейшим государственным учреждением, занимающимся исследованиями в Испании, в мировом рейтинге занимает 25 место. В 2009 году в CSIC 6% персонала было занято исследованиями и разработками на территории Испании, что обеспечивало создание около 20% национального научного продукта. C 1989 года совет вручает собственную награду для отдельных лиц или организаций, в том числе международных, за выдающийся вклад в знания и развитие науки.
Совет имеет в своем составе 121 институт и 3 национальных центра, которые распределены по всем автономным сообществам Испании, а также свой филиал в Брюсселе.

## История
Высший совет по научным исследованиям (CSIC) основан 24 ноября 1939 года на базе расформированного совета для продвижения научных исследований и образования (JAE) в Испании, который был расформирован после Гражданской войны в Испании.
Роль организации повысилась после окончания режима Франко в 1977 году.
В 2017—2020 годах здание совета CSIC использовалось в качестве основной площадкой съемки для имитации Национального монетного двора в телесериале «Бумажный дом».

## Функции
К основным функциям совета относятся:
- содействовать проведению научных и технологических исследований, их мониторингу и оценке, а также распространению их результатов; формированию междисциплинарных команд через тематические платформы и научные сети с участием государственных и частных субъектов, особенно университетов; территориальному и функциональному структурированию испанской системы науки, технологий и инноваций через институты, национальные центры и другие исследовательские подразделения, как собственные, так и в сотрудничестве с другими организациями; развитию научной, технологической и инновационной культуры в обществе, поощряя стремление к исследованиям, уделяя особое внимание равенству между женщинами и мужчинами, а также сотрудничая в деле обновления знаний и обучения в области науки и технологий для преподавательского состава, не являющегося преподавателем университета; интернационализации научных и технических исследований, особенно в рамках Европейского Союза, путем поощрения мобильности его персонала, участия в международных проектах и организациях, а также создания исследовательских центров;
- передавать результаты научных и технологических исследований обществу, обеспечивая их надлежащую защиту;
- способствовать созданию технологических компаний;
- осуществлять управление научно-техническими услугами и инфраструктурами необходимых для работы организации; подготовку научных, технических и управленческих кадров в области науки и техники, а также сотрудничество с университетами в области научных и технологических исследований, специального и послевузовского образования;
- продвигать модель открытой науки для публикации научных и технологических результатов, включая их печать, распространение, маркетинг и продажу.
- информировать, помогать и консультировать организации по вопросам науки и технологий в соответствии с принципами финансовой достаточности, беспристрастности, независимости и конфиденциальности.
- оказывать содействие государственной администрации ( участвовать в разработке, реализации и оценке научно-технической политики, определяемой министерством; создавать или назначать референтные единицы, определяемые правительством или министерством, для предоставления услуг национальной референтной лаборатории или аналогичным национальным органом; представлять государство в национальных или иностранных структурах и организациях, связанных с научными и техническими исследованиями; участвовать в определении государственной политики по предотвращению или смягчению последствий стихийных бедствий и других чрезвычайных ситуаций национального масштаба; осуществлять действия, порученные совету компетентными министерствами в целях реализации государственной политики в области сельскохозяйственных и продовольственных исследований и технологий, а также охраны окружающей среды, океанографии, рыболовствоа и морской среды, науки о Земле и технологии, а также в связи с другими направлениями государственной политики; другая деятельность, направленная на развитие или содействие научным и технологическим исследованиям или научно-техническим консультациям, возложенным на него нормативными актами или порученным ему правительством, особенно для содействия достижению целей устойчивого развития.

## Награды
С 1989 года вручает Золотую медаль Высшего совета по научным исследованиям.
С 2008 года присуждает премии BBVA Foundation Frontiers of Knowledge Awards совместно с организацией BBVA Foundation.